# Samuele Rivi
Samuele Rivi (Trente, 11 mei 1998) is een Italiaans wielrenner die als beroepsrenner drie seizoenen reed voor EOLO-Kometa. De Italiaan haalde op 24 augustus 2023 zijn enige overwinning bij de profs, hij won het a-gedeelte van de derde etappe in de Ronde van Poitou-Charentes in Nouvelle-Aquitaine.

## Overwinningen
2023
3e etappe (deel A) Ronde van Poitou-Charentes in Nouvelle-Aquitaine

## Resultaten in voornaamste wedstrijden
| Jaar | Ronde van Italië | Ronde van Frankrijk | Ronde van Spanje |
| ---- | ---------------- | ------------------- | ---------------- |
| 2021 | 129e             |                     |                  |
| 2022 | 126e             |                     |                  |
| 2023 |                  |                     |                  |

| Jaar | Milaan-San Remo | Ronde van Lombardije | Strade Bianche |
| ---- | --------------- | -------------------- | -------------- |
| 2021 |                 |                      | opgave         |
| 2022 | 74e             | 103e                 | 86e            |
| 2023 | 161e            |                      | opgave         |

## Ploegen
2019 –  Tirol KTM Cycling Team
2020 –  Tirol KTM Cycling Team
2021 –  EOLO-Kometa
2022 –  EOLO-Kometa
2023 –  EOLO-Kometa
Albanese · Archibald · Bais · Belletti · Christian · Dina · Fancellu · Fetter · Fortunato · Frapporti · García · Gavazzi · Grávalos · Pacioni · Ravasi · Rivi · Ropero · Sevilla · Viegas · Wackermann · Hernaiz (stagiair) · Martin (stagiair) · Piganzoli (stagiair)
Albanese · Bais · Bevilacqua · Christian · Dina · Fancellu · Fedeli (vanaf 20/6) · Fetter · Fortunato · García · Gavazzi · Grávalos · Lonardi · Maestri · Á. Martín · D. Martín · Ravasi · Rivi · Ropero · Rosa · Sevilla · Viegas · Montoli (stagiair) · Muñoz (stagiair) · Pietrobon (stagiair)
Albanese · D. Bais · M. Bais · Bevilacqua · Fancellu · Fetter · Fortunato · Garosio · Gavazzi · Lonardi · Maestri · Á. Martín · D. Martín · Pietrobon · Piganzoli · Raccani (tot 9/8) · Rivi · Serrano · Sevilla · Tercero · De Cassan (stagiair) · Muñoz (stagiair)